# Catherine De Brie

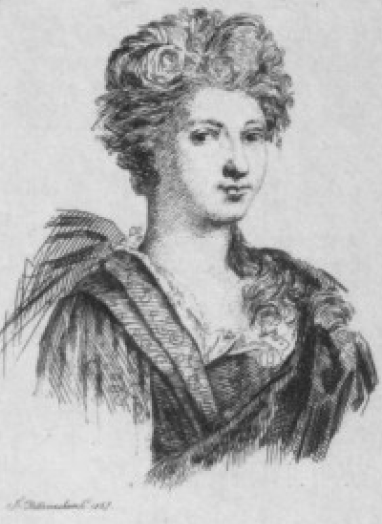
Retrato de Catherine de Brie

Catherine Leclerc du Rosé (1630 - 1706), foi uma atriz francesa e esposa de Edme Villequin. Ela era filha dos atores Claude Leclerc e Nicole Ravanne.
Mademoiselle de Brie pertencia Trupe de Molière , tão cedo quanto 1650. Ela foi para a Comédie-Française, durante a formação destes últimos, e é o primeiro membro.
Expulso da Comédie-Française pelo dauphine em junho de 1684, ela parece ter deixado o grupo, no dia da Páscoa de 1685.
Especializada em papéis de ingênua, ela foi sempre um dos papéis femininos principais nas comédias de Molière, ao lado de Madeleine Béjart, em seguida, de Armande Béjart. Criou a função de Agnès na Escola de mulheres, a pedido do público, até sua aposentadoria.
Ela foi enterrada no jardim de Molière.

## Teatro
- 1662 : L'École des femmes de Molière : Agnès
- 1663 : L'Impromptu de Versailles de Molière : Mlle de Brie
- 1664 : Le Mariage forcé de Molière, musique de Lully : une égyptienne
- 1664 : La Princesse d'Élide de Molière, musique de Lully : Cynthie
- 1664 : La Thébaïde ou les Frères ennemis de Jean Racine
- 1666 : Le Misanthrope de Molière
- 1667 : Le Sicilien ou l'Amour peintre de Molière, musique de Lully
- 1667 : Tartuffe de Molière : Mariane
- 1668 : L'Avare de Molière : Mariane
- 1670 : Le Bourgeois Gentilhomme de Molière : Dorimène

## Ligação externas
- Mfilha Brie e seus papéis no site CÉSAR